# Scathophaga moceki
Scathophaga moceki är en tvåvingeart som beskrevs av Sifner 2004. Scathophaga moceki ingår i släktet Scathophaga och familjen kolvflugor.
Artens utbredningsområde är Turkiet. Inga underarter finns listade i Catalogue of Life.